# 道峰山駅
道峰山駅（トボンサンえき）は、大韓民国ソウル特別市道峰区道峰2洞にある韓国鉄道公社（KORAIL）とソウル交通公社の駅。
ソウル特別市内の駅としては最北端に位置する。

## 利用可能な鉄道路線
韓国鉄道公社
 1号線（京元電鉄線） - 駅番号は113
ソウル交通公社
 7号線 - 駅番号は710

## 駅構造

### 韓国鉄道公社
島式ホーム2面4線を有する地上駅。長らく内側2線のみ使用していたが、2008年12月1日のダイヤ改正より京元電鉄線の急行列車の運行区間が拡大されたため、外側の線路を待避線として再整備した。この外側の線路には7号線との連絡線（車両搬入時に使用）がある。改札口に通じる階段はホーム1面につき道峰寄りに1ヶ所ずつあり、ホーム望月寺側の端にある階段を下ると7号線のホーム方面に向かうことができる。エレベータはない。
改札口は1ヶ所あり、出口は1番出口のみある。

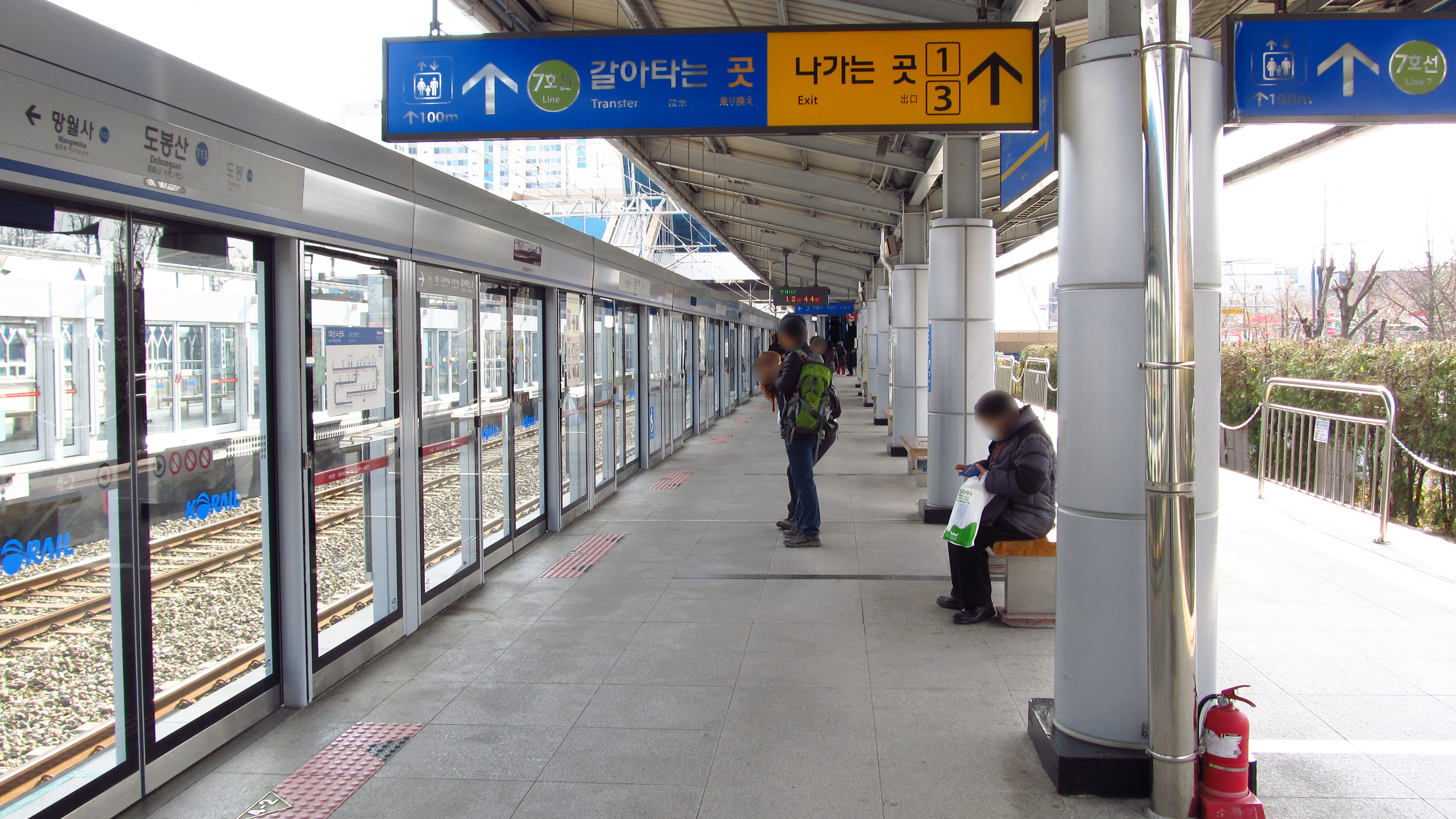
ホーム(2018年撮影)

#### のりば
| 1 | 1号線（京元電鉄線） | 緩行（待避線） | 望月寺・東豆川・逍遥山方面 |
| 2 | 1号線（京元電鉄線） | 東豆川 急行    | 議政府・楊州・東豆川方面   |
| 2 | 1号線（京元電鉄線） | 緩行           | 望月寺・東豆川・逍遥山方面 |
| 3 | 1号線（京元電鉄線） | 仁川 急行      | 倉洞・光云大・仁川方面     |
| 3 | 1号線（京元電鉄線） | 緩行           | 道峰・清凉里・仁川方面     |
| 4 | 1号線（京元電鉄線） | 緩行（待避線） | 道峰・清凉里・仁川方面     |

### ソウル交通公社
相対式ホーム2面2線を有する地上駅で、フルスクリーンタイプのホームドアが設置されている。改札口に通じる階段はホーム1面につき水落山寄りに1ヶ所ずつあり、ホーム長岩側の端にある階段を下ると京元電鉄線のホーム方面に向かうことができる。改札口方面に行くエレベータはホーム1面につき水落山寄りに1基ずつ設置されている。
長岩駅に隣接する道峰車両事業所への回送線が接続しており、入・出庫列車は当駅始終着となる。
改札口は1個所あり、出口は2番出口のみある。

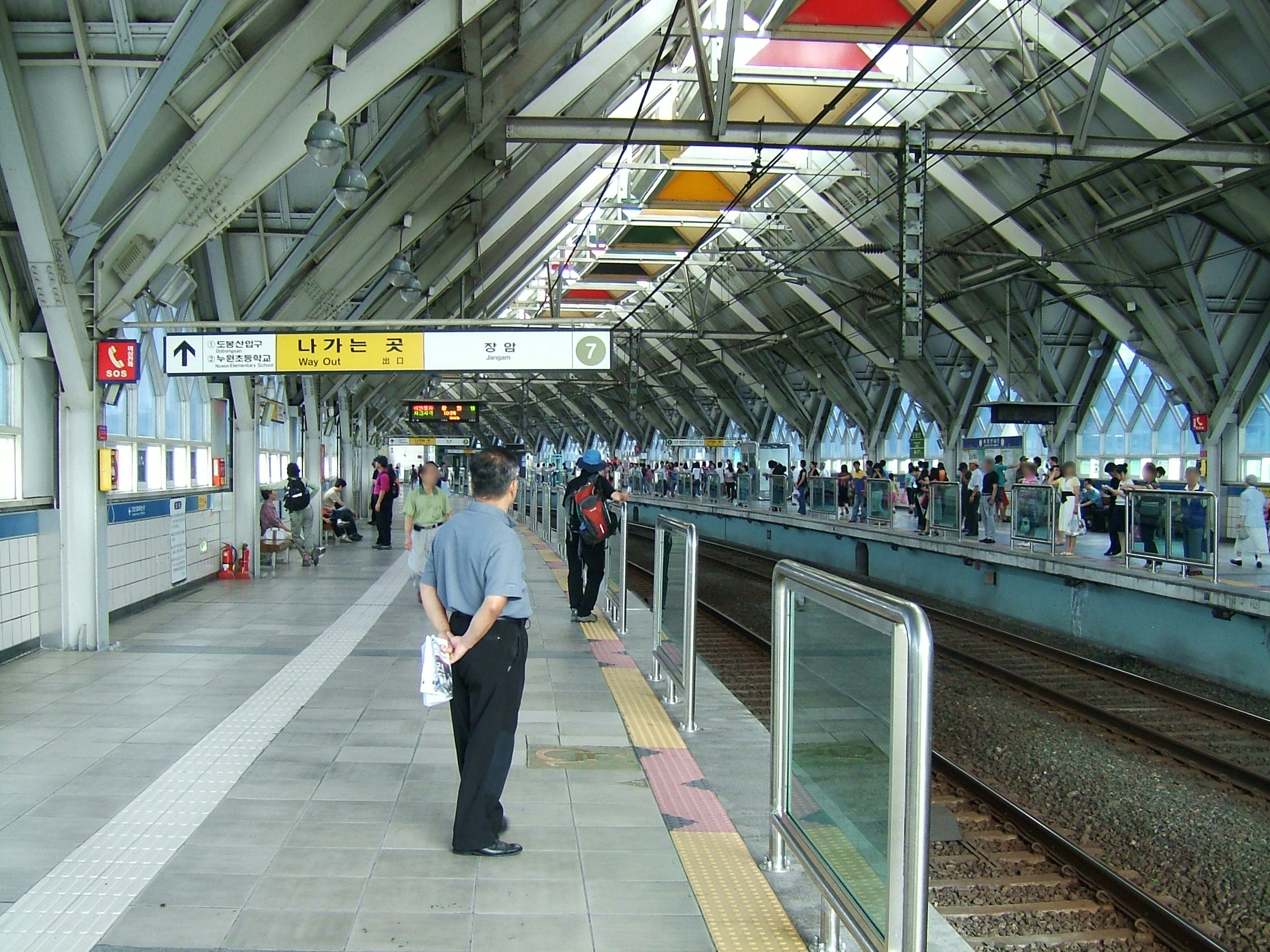
ホームドア設置前のホーム（2007年撮影）

#### のりば
- のりばの番号は存在しない。

| 上り | 7号線 | 長岩行き                           |
| 下り | 7号線 | 建大入口・高速ターミナル・温水方面 |

## 利用状況
近年の一日平均利用人員推移は下記のとおり。
| 年     | 1号線            | 1号線            | 7号線            | 7号線            | 出典 |
| 年     | 1日平均 乗降人員 | 1日平均 乗車人員 | 1日平均 乗降人員 | 1日平均 乗車人員 | 出典 |
| ------ | ---------------- | ---------------- | ---------------- | ---------------- | ---- |
| 2000年 | 7,284            | 1,937            | 9,354            | 5,058            |      |
| 2001年 | 8,883            | 4,652            | 12,472           | 6,943            |      |
| 2002年 | 12,924           | 5,224            | 13,878           | 7,692            |      |
| 2003年 | 12,794           | 6,170            | 15,924           | 8,720            |      |
| 2004年 | 11,162           | 5,698            | 16,873           | 9,294            |      |
| 2005年 | 12,754           | 6,243            | 18,083           | 9,887            |      |
| 2006年 | 13,023           | 6,384            | 19,143           | 10,472           |      |
| 2007年 | 13,638           | 6,699            | 18,613           | 10,192           |      |
| 2008年 | 13,491           | 6,540            | 19,148           | 10,415           |      |
| 2009年 | 13,589           | 6,614            | 19,358           | 10,429           |      |
| 2010年 | 13,988           | 6,870            | 20,374           | 10,955           |      |
| 2011年 | 14,118           | 6,921            | 20,904           | 11,130           |      |
| 2012年 | 14,488           | 7,161            | 20,773           | 11,050           |      |
| 2013年 | 15,427           | 7,732            | 22,173           | 11,632           |      |
| 2014年 | 15,832           | 8,013            | 24,051           | 12,526           |      |
| 2015年 | 15,214           | 7,767            | 24,044           | 12,398           |      |
| 2016年 | 16,056           | 8,447            | 22,404           | 11,016           |      |
| 2017年 | 17,288           | 9,374            | 20,655           | 9,558            |      |
| 2018年 | 17,676           | 9,576            | 20,914           | 9,437            |      |

## 駅周辺

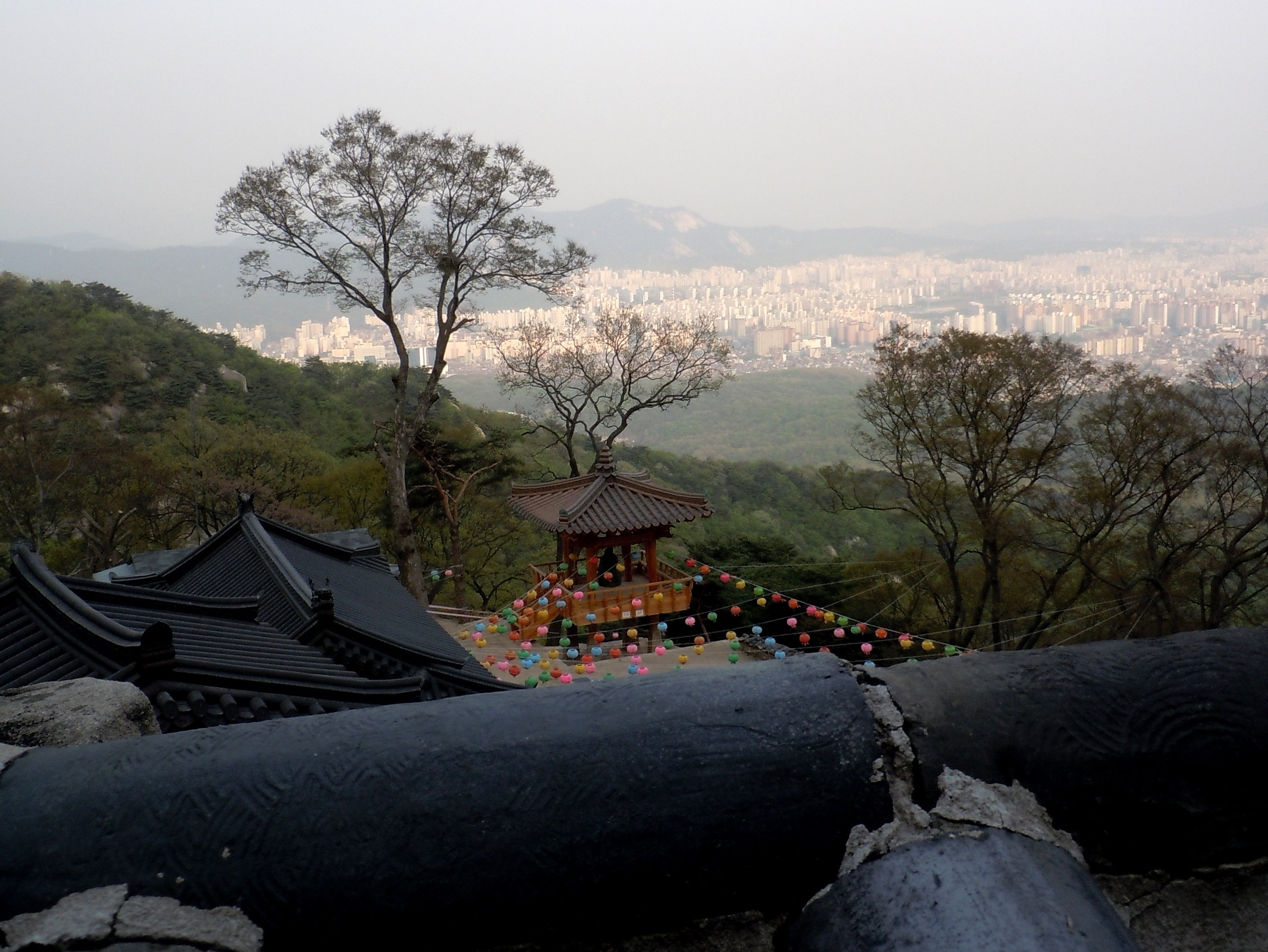
道峰山からの景色

- 楼阮初等学校
- 道峰1洞郵便局
- 道峰山
- ソウルドソル学校（旧ソウル仁江学校）
- ソウル暮蒲園
- 道峰高等学校
- 楼阮高等学校

## 歴史
- 1964年4月28日 - 龍山起点で26.6km地点（当駅付近）に列車を臨時的に停車させた。同年5月30日まで続いた。[3]
- 1986年9月2日 - 1号線（京元電鉄線）が「楼阮駅（누원역）」という駅名で開業。
- 1988年1月1日 - 「道峰山駅」に改称。
- 1996年10月11日 - 7号線の駅が開業。乗換駅となる。
- 2008年12月1日 - 1号線（京元電鉄線）の急行列車運行区間が拡大。

## 隣の駅
韓国鉄道公社　
 1号線（京元電鉄線）
急行　
回龍駅 (111) - 道峰山駅 (113) - 倉洞駅 (116)
緩行　
望月寺駅 (112) - 道峰山駅 (113) - 道峰駅 (114)
ソウル交通公社
 7号線
長岩駅 (709) - 道峰山駅 (710) - 水落山駅 (711)